# Кипарисовая ветка
Кипарисовая ветка (англ. Cypress Edge) — американский триллер 2000 года.

## Сюжет
Дочь сенатора МакКеммона совершила самоубийство у себя дома в день третьей годовщины самоубийства своей матери — так сообщают в выпуске новостей. Но это лишь официальная версия, которая не соответствует действительности. Дочь сенатора застрелил незнакомец в карнавальном костюме и маске, он выполнял чей-то заказ. Бывший муж убитой начинает собственное расследование.